# Jo Nesbø
Jon »Jo« Nesbø, norveški pisatelj, glasbenik, nogometaš in borzni posrednik, * 29. marec 1960, Oslo, Norveška.
Nesbø je avtor dvanajstih kriminalk z glavnim protagonistom Harryjem Holejem, s katerimi je doživel uspeh pri kritikih, knjigotržcih in bralcih. Njegovi romani presegajo žanr moderne kriminalke.

## Dela
Kriminalni romani z glavnim protagonistom Harryjem Holejem
1. Flaggermusmannen (1997) (Netopir, 2016)
2. Kakerlakkene (1998) (Ščurki, 2017)
3. Rødstrupe (2000) (Taščica, 2009)
4. Sorgenfri (2002) (Brezskrbno, 2011)
5. Marekors (2003) (Pentagram, 2012)
6. Frelseren (2005) (Odrešenik, 2014)
7. Snømannen (2007) (Snežak, 2014) – leta 2017 izide predelava v film z istim imenom.
8. Panserhjerte (2009) (Leopard, 2015)
9. Gjenferd (2011) (Fantom, 2015)
10. Politi (2013) (Policija, 2016)
11. Tørst (2017) (Žeja, 2017)
12. Kniv (2019) (Nož, 2019)

Drugo
- Lovci na ljudi (samostojni kriminalni roman)
- Sønnen (2014) (Sin, 2017)
- Macbeth (Macbeth, 2018)
- serija mladinskih romanov o Dr. Proktorju
- Rotteøya og andre fortellinger (2021) (Podganji otok in druge zgodbe, 2024)